# Dębowiec (województwo dolnośląskie)
Dębowiec – wieś w Polsce położona w województwie dolnośląskim, w powiecie ząbkowickim, w gminie Ziębice.
W przeszłości do wsi należał przysiółek Górniak (niem. Berghof). Obecnie w granicach Ziębic pod nazwą Górnik-Kolonia. Nazwa niestandaryzowana. 
W latach 1975 –1998 miejscowość administracyjnie należała do województwa wałbrzyskiego.
Szlaki turystyczne
- Nowina - Rozdroże pod Mlecznikiem - Raczyce - Henryków - Skalice - Skalickie Skałki - Skrzyżowanie nad Zuzanką - Bożnowice - Ostrężna - Miłocice - Gromnik - Jegłowa - Żeleźnik - Wawrzyszów - Grodków - Żarów - Starowice Dolne - Strzegów - Rogów - Samborowice - Szklary - Wilemowice leśniczówka - Biskupi Las - Dębowiec - Ziębice[7]